# Cylindroiulus sorrentinus
Cylindroiulus sorrentinus är en mångfotingart som beskrevs av Karl Wilhelm Verhoeff 1912. Cylindroiulus sorrentinus ingår i släktet Cylindroiulus och familjen kejsardubbelfotingar. Utöver nominatformen finns också underarten C. s. aenariensis.